# Gian Giacomo Dolcebuono

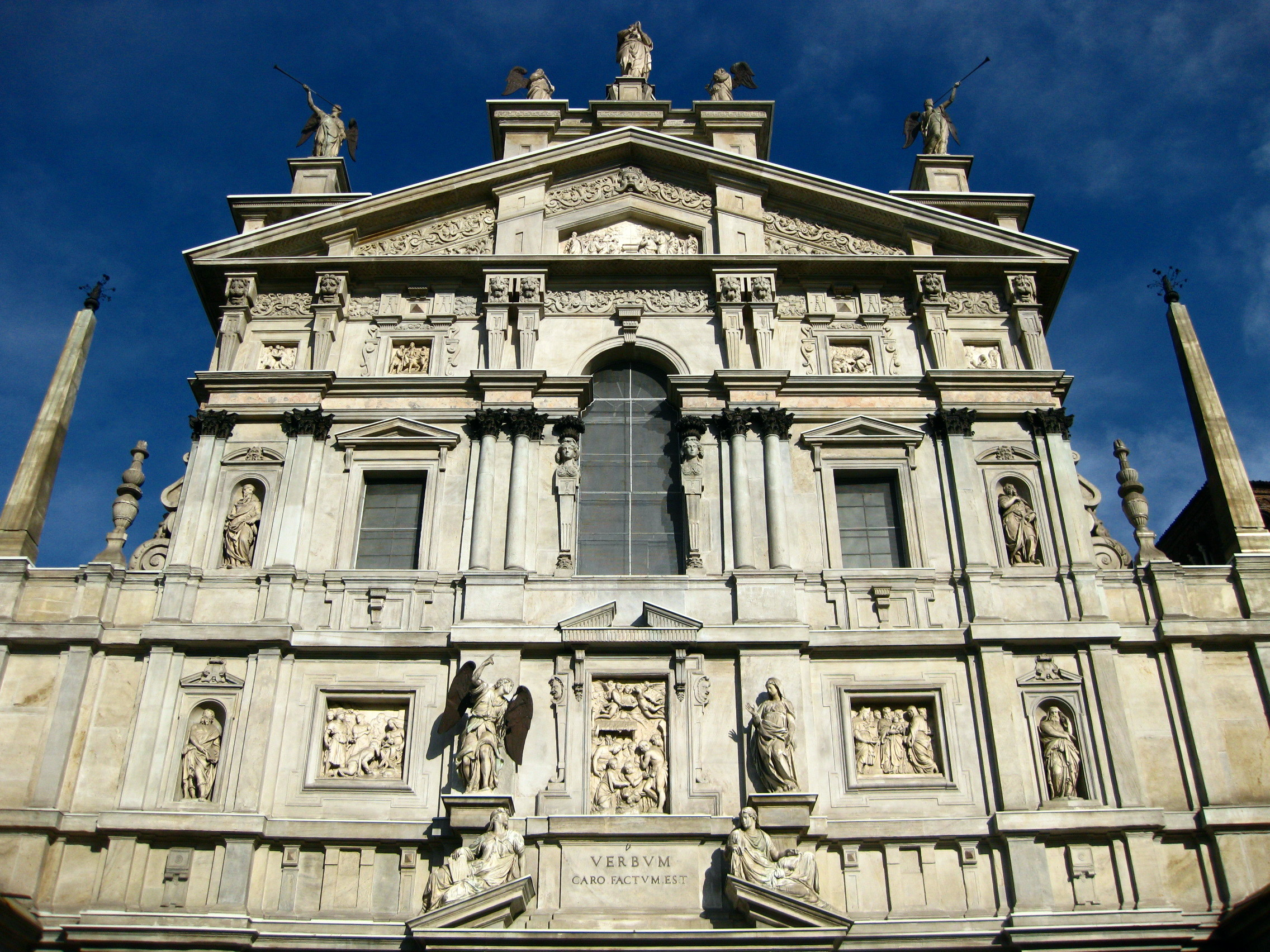
Église Santa Maria dei Miracoli presso San Celso.

Gian Giacomo Quadri, dit Dolcebuono (Lugano, vers 1445 – Milan, 1510), est un sculpteur et architecte suisse, originaire du canton du Tessin.

## Biographie
Dolcebuono appartient à une famille d'artistes. Il est le petit-fils de l'ingénieur Giacomo Antonio Dolcebuono, connu entre autres pour avoir élaboré un projet en 1396 pour la façade de la Chartreuse de Pavie. Il est un élève de Giovanni Solari et de son frère Guiniforte.
En 1467, il travaille pour la fabrique du Dôme de Milan, où en 1472 il figure parmi les maîtres d'œuvre de la construction de l'autel de San Giuseppe. Entre 1490 et 1500, succédant à Giovanni Nexemperger (it), il conçoit le dôme et la lanterne du Dôme. En 1473, il décore la chapelle de l'église de Santa Maria presso San Celso. La même année, il travaille à la chartreuse de Pavie, collaborant notamment sur les décorations du cloître principal et de la façade.
Avec Giovanni Antonio Amadeo il devient co-architecte de la cathédrale de Pavie en remplacement de Cristoforo Rocchi. Toujours avec eux, il travaille à partir de 1503 à l'église de San Maurizio al Monastero Maggiore à Milan dont les locaux monastiques abritent aujourd'hui le musée archéologique de la ville.
Parmi ses autres œuvres, il y a le Tempio Civico della Beata Vergine Incoronata de Lodi, dont il supervise la construction, l'église de Santa Maria presso San Celso et quelques décorations pour l'église milanaise de Santa Maria delle Grazie.